# Кресты (Красноярский край)
Кресты́ — посёлок в Таймырском Долгано-Ненецком районе Красноярского края Российской Федерации, входит в состав сельского поселения Хатанга.
Расположен в 20 км от села Хатанга, с которым связан сезонным автозимником.
Датой основания посёлка официально считается 1924 год с момента открытия фактории госторга, однако ещё с 18 века здесь было известно промысловое зимовье.
По одной из версий название поселения произошло по месту слияния двух рек — Котуи и Хеты, которые образуют полноводную Хатангу — своеобразный «крест». По другой версии, прибывающие в поселение путешественники первым делом замечали деревянные кресты на могилах, издалека заметные на высоком берегу реки.
В посёлке есть школа-детсад на 50 учащихся, клуб, библиотека. В Крестах построено 52 жилых дома.

## Население
| 2002 | 2010 | 2012 | 2014 | 2017 | 2019 | 2020 |
| ---- | ---- | ---- | ---- | ---- | ---- | ---- |
| 304  | ↘274 | ↗311 | ↘308 | ↘307 | ↘306 | ↘275 |